# Blok Sawah
Blok Sawah is een bestuurslaag in het regentschap Pidie van de provincie Atjeh, Indonesië. Blok Sawah telt 991 inwoners (volkstelling 2010).